# Stelle sulla terra (singolo)
Stelle sulla terra è un singolo di Annalisa Minetti pubblicato il 25 aprile 2006.
Scritto da Vincenzo D'Agostino, sia per la musica che per il testo; il singolo è prodotto da Pierpaolo Palumbo.

## Tracce
1. Stelle sulla terra – 3:33 (Vincenzo D'Agostino)